# Por amar sin ley
Por amar sin ley är en mexikansk telenovela producerad av José Alberto Castro.  
Televisa-serien hade premiär på Las Estrellas den 12 februari 2018. Den är en nyproduktion av den colombianska telenovelan La ley del corazó. Telenovelan kretsar kring det personliga livet och arbetet av en grupp advokater som tillhör en prestigefylld advokatbyrå.

## Handling
Serien följer en grupp advokater som arbetar för företaget Vega y Asociados grundat av Alonso Vega (Guillermo García Cantú). Huvudpersonerna är Alejandra (Ana Brenda Contreras), Ricardo (David Zepeda) och Carlos (Julián Gil). 

## Rollista (i urval)
- Ana Brenda Contreras - Alejandra Ponce Ruiz
- David Zepeda - Ricardo Bustamante
- Julián Gil - Carlos Ibarra
- José María Torre Hütt - Roberto Morelli
- Sergio Basañez - Gustavo Soto
- Altaír Jarabo - Victoria Escalante
- Guillermo García Cantú - Alonso Vega
- Pablo Valentín - Benjamín Acosta
- Ilithya Manzanilla - Olivia Suárez
- Geraldine Bazán - Elena Fernández
- Moisés Arizmendi - Alan Páez
- Manuel Balbi - Leonardo Morán
- Víctor García - Juan López
- Eva Cedeño - Leticia Jara
- Azela Robinson - Paula  Ruiz de Ponce
- Roberto Ballesteros - Jaime Ponce
- Leticia Perdigón - Susana de López
- Issabela Camil - Isabel Palacios de Soto
- Arlette Pacheco - Carmen Toledo
- Magda Karina - Sonia Reyes
- Nataly Umaña - Tatiana Medina
- Lourdes Munguía - Lourdes Magaña
- Polly - Alicia Cruz
- Daniela Álvarez - Fernanda "Fer" Álvarez

### Andra säsongen
- Kimberly Dos Ramos - Sofia Alcocer Balcázar
- Marco Méndez - Javier Rivas
- Erika Buenfil - Camila Balcázar de Alcocer
- Marc Clotet - Adrián Carvallo
- Alejandra García - Lorena Fuentes
- Julio Vallado - Miguel Durán
- Mar Zamora - Nancy Muñoz
- Axel Ricco - El Ciego
- Mauricio Rousselon - Agente Quiroz
- Alejandro Tommasi - Nicolás Morelli
- Elías Campos - Jesús Rodríguez "el Chivo"
- Diego Val - El Cuervo
- Lucia Silva - Michelle